# Tomiris Szymkent
Tomiris Szymkent FK (kaz. Томіріс Шымкент Футбол Клубы) – kazachski klub piłkarski z siedzibą w Szymkencie.

## Historia
Chronologia nazw:
- 1998: Tomiris Szymkent (kaz. Томіріс Шымкент)
- 1999: Sintez FK SzNOS Szymkent (kaz. Сінтез ФК ШНОС Шымкент)
- 2000: Tomiris Szymkent (kaz. Томіріс Шымкент)

Klub został założony w 1998 jako Tomiris Szymkent. Zajął 1 miejsce w Pierwoj Lidze i w 1999 debiutował w Wysszej Lidze pod nazwą Sintez FK SzNOS Szymkent. W 2000 roku klub powrócił do nazwy Tomiris Szymkent i kontynuował występy w Wysszej lidze. Po zakończeniu rundy wiosennej w lipcu odbyła się fuzja z innym miejscowym klubem Żiger Szymkent, który również występował w najwyższej lidze kazachskiej, w wyniku czego powstał klub o nazwie Dostyk Szymkent.

## Sukcesy
- Kazachska Premier Liga: 6. miejsce (1999)
- Puchar Kazachstanu: ćwierćfinalista (2000)